# Real Sportive
Real Sportive is een Ghanese voetbalclub uit Tema. De club werd in 1997 opgericht. In 2008 degradeerde de club uit de hoogste klasse.